# عباس سمیعی
عباس سمیعی سومین رئیس سازمان حفاظت محیط زیست ایران و اولین رئیس این سازمان بعد از انقلاب اسلامی ایران بود. او از اسفند ۱۳۵۷ تا شهریور ۱۳۵۸ رئیس سازمان حفاظت محیط زیست ایران بود. سمیعی همچنین از اعضای مؤسس نهضت آزادی به‌شمار می‌رفت.